# Mateusz Straszewicz
Mateusz Straszewicz herbu Odrowąż – oboźny żmudzki w latach 1780-1793, skarbnik starodubowski w latach 1764-1768.
W 1764 roku podpisał elekcję Stanisława Augusta Poniatowskiego z Księstwa Żmudzkiego.